# Médard Aribot
   Médard Aribot fue un escultor francés de Martinica, nacido el año 1903 en Sainte-Luce y fallecido el 1973 en Le Diamant, conocido por la casa que construyó en 1960 y en la que vivió hasta su muerte en la ciudad de Le Diamant , al pie de Morne Larcher .
Esta casa, muy pequeña se conoce como la casa del condenado - la maison du bagnard en francés-  Médard Aribot fue sometido a una pena de trece años de presidio tras ser condenado a cadena perpetua por diversos robos, y liberado en 1945, durante el cierre de las prisiones. 

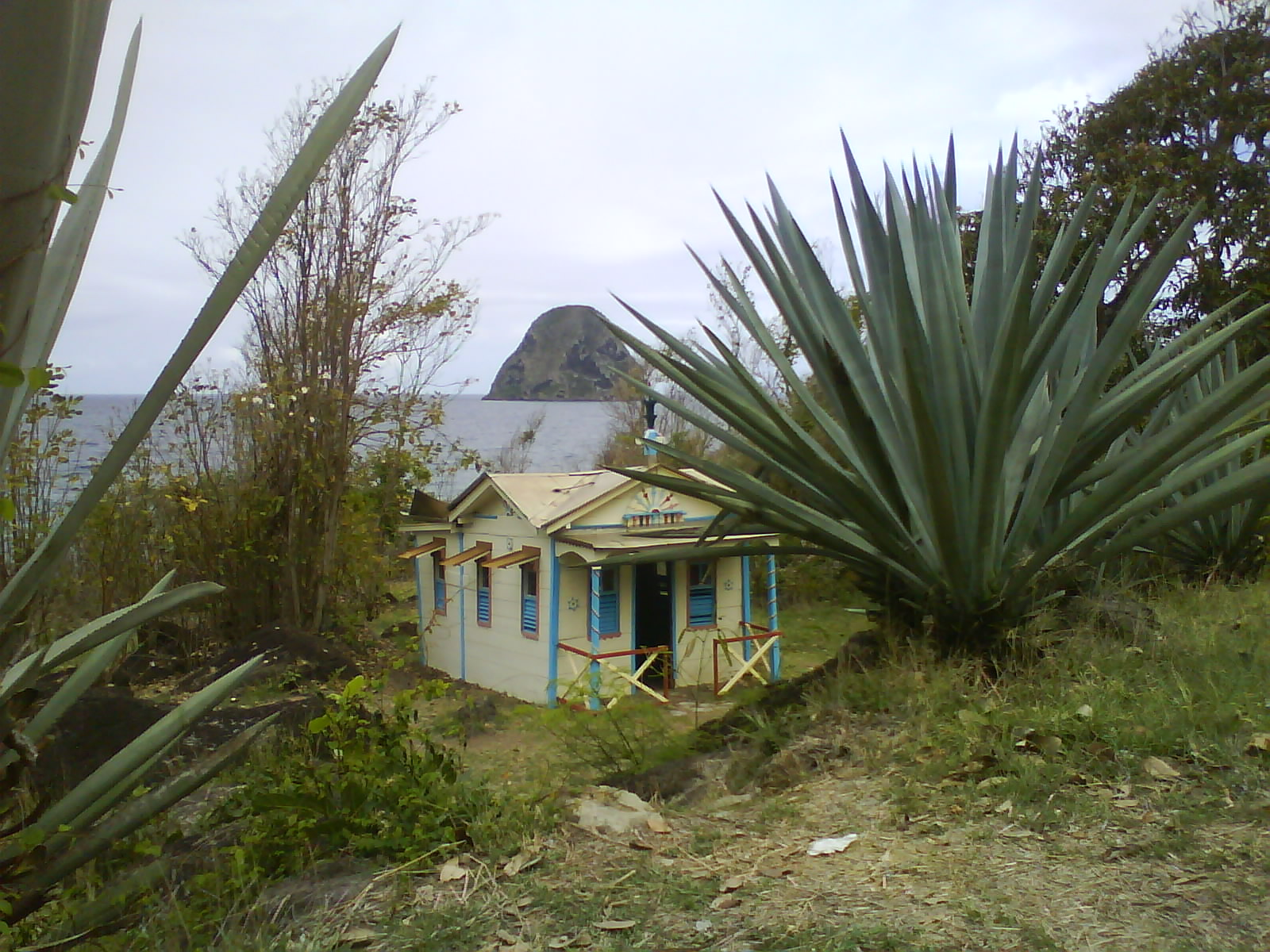
La casa del condenado, hogar de Médard Aribot, en la costa, en Le Diamant, Martinica

## Datos biográficos
Hijo de un congoleño y una martiniquesa, Médard Aribot fue un escultor autodidacta considerado talentoso. Esta fama se debe a que esculpió la efigie del coronel Maurice de Coppens por lo que fue condenado a encierro perpetuo. Esta efigie fue blandida por una multitud durante un motín electoral en 1925, en el que diez personas murieron, entre ellos el coronel Coppens.
Sin embargo, oficialmente, es por pillaje y saqueo por lo que fue condenado, ocho años después de los disturbios. La opinión popular dice que cobró por la realización de la “foto de madera” del coronel Coppens.
Médard Aribot pasó sus años de prisión en Guyana y obtuvo su libertad a causa del cierre de las  prisiones, en 1945. 